# Volvo Logistics
Volvo Logistics Aktiebolag är ett stödbolag hos Volvo som utformar och hanterar logistiklösningar för fordons- och flygindustrin över hela världen.
Företaget tar fram, tillhandahåller och utvecklar de omfattande logistiksystem som servar fordonsindustrin världen över. De erbjuder alla delar i logistikkedjan med emballage, inbound och outbound, vilket skapar de bästa förutsättningarna för deras kunders ordertillverkning i stor skala.